# Puračić
Puračić je naseljeno mjesto u sastavu općine Lukavac, Federacija Bosne i Hercegovine, BiH.

## Spomenici i znamenitosti
Nacionalni spomenici BiH na prostoru Puračića su:
- Čamdžića kuća u Puračiću
- Hram sv. proroka Ilije u Puračiću

## Stanovništvo
| Puračić            |                |                |                |
| godina popisa      | 1991.          | 1981.          | 1971.          |
| Muslimani          | 2.450 (79,49%) | 2.179 (80,43%) | 2.187 (84,37%) |
| Srbi               | 302 (9,79%)    | 282 (10,40%)   | 305 (11,76%)   |
| Hrvati             | 10 (0,32%)     | 12 (0,44%)     | 29 (1,11%)     |
| Jugoslaveni        | 248 (8,04%)    | 230 (8,49%)    | 41 (1,58%)     |
| ostali i nepoznato | 72 (2,33%)     | 6 (0,22%)      | 30 (1,15%)     |
| ukupno             | 3.082          | 2.709          | 2.592          |